# Peter Steinforth
Peter Steinforth (* 20. Mai 1923 in Berlin; † 9. Oktober 1981 in Darmstadt) war ein deutscher Künstler.

## Leben
Nach dem Abitur in Köln leistete Peter Steinforth Kriegsdienst und geriet in Kriegsgefangenschaft. Ab 1945 studierte er Malerei an der Berliner Akademie der Künste bei Karl Schmidt-Rottluff, Max Kaus und Cuno Fischer und hatte unter anderem Kontakt zu Karl Hofer. Steinforth war Mitbegründer der Berliner Künstlergruppe Der Igel, zu der auch Sigmund Hahn, Carl-Heinz Kliemann und Siegmund Lympasik gehörten. Im September 1949 stellte er auf einer Wanderausstellung der Zehlendorfer Galerie Schueler im Kölnischen Kunstverein gemeinsam mit dieser Gruppe aus. 1953 bis 1956 war er mit einem Stipendium des Berliner Senats in Altea in Spanien, wo er Eberhard Schlotter kennenlernte.
Ab 1956 lebte er in Darmstadt, wo er 1960 ein städtisches Atelier übernahm. Er gehörte bald zu den prägendsten Figuren der Darmstädter Kunstszene. Steinforth war Mitglied in der Neuen Darmstädter Sezession und im Westdeutschen Künstlerbund ab 1960. Bis 1961 gehörte er dem Vorstand der Künstlergruppe der Darmstädter Sezession an. Zwischen 1952 und 1982 nahm Peter Steinforth als ordentliches Mitglied des Deutschen Künstlerbundes an insgesamt neun großen DKB-Jahresausstellungen teil.
Steinforth starb im Alter von 68 Jahren in Darmstadt. Kurz vor seinem Tod hat er große Teile seines Werkes zerstört.

## Auszeichnungen
- 1953: Gario-Preis der Stadt Berlin
- 1958: Kunstpreis der Stadt Darmstadt